# 매화연가
《매화연가》는 2001년 4월 23일부터 11월 3일까지 방영된 한국방송공사 TV소설이다. 일제시대를 시대배경으로 삼았던 탓인지 당시 대한민국 거주 일본인들이 눈에 불을 켜고 지켜봐야 했다.

## 등장 인물

### 주요 인물
- 임지은 : 김인애 역
- 이주현 : 시열 역
- 황은하 : 미령 역
- 전양자 : 분임 역
- 변소정 : 심향란 역
- 김나운 : 차옥심 역
- 김형자 : 춘임 역
- 조형기 : 서대천 역

### 주변 인물
- 이형철 : 사사키 역
- 유혜리 : 용녀 역
- 남일우 : 시열 부 역
- 남윤정 : 시열 모 역
- 이성용 : 기웅 역
- 주아름 : 강이 역
- 연규진
- 김규철
- 성동일
- 윤문식 : 기웅 부 역
- 문혁 : 병태 역

## 참고 사항
- 변소정(심향란 역)이 나온 드라마 중에 KBS 2TV 또 하나의 시작이 있는데 이 드라마의 담당 연출자 이상우 PD[2]와 <매화연가> 담당 연출자 김명욱은 형사 25시란 드라마에서 PD(이상우)-AD(김명욱)로 호흡을 맞췄다.